# Levente Csik
Levente Zsolt „Levi“ Csik (* 29. April 1974 in Satu Mare, Kreis Satu Mare) ist ein ehemaliger rumänischer Fußballspieler ungarischer Abstammung.

## Leben
Der 1,78 Meter große Linksfuß ist Verteidiger. Seine Karriere begann Csik bei Olimpia Satu Mare, ehe er 1994 in die Divizia A zum FC Brașov wechselte. In der Spielzeit 1995/96 spielte er eine Saison für Dinamo Bukarest. 1996/97 stand er wieder beim FC Brașov unter Vertrag und 1997/98 bei Olimpia Satu Mare. Im Jahr 1998 wechselte er nach Deutschland zu Borussia Fulda in die Regionalliga und 2000/01 zum VFC Plauen. Ab 2001 war er bei Dynamo Dresden, wo sein Vertrag am 30. Juni 2007 endete. In der Saison 2007/2008 spielte Levente Csik beim Oberligisten SC Borea Dresden, verließ den Verein aber nach einem Jahr im Sommer 2008. Er unterschrieb beim westfälischen Landesligisten FC Bad Oeynhausen einen Vertrag, zog sich bei den Umzugsarbeiten am 21. Juli 2008 jedoch einen Achillessehnenriss zu. Da die Sehne während der Rehabilitation erneut einriss, konnte er kein einziges Spiel für seinen Verein bestreiten.

## Erfolge/Bilanz
- 63 Erstligaspiele in Rumänien, 4 Tore (39/3 FC Brașov, 24/1 Dinamo Bukarest)
- 46 Spiele in der 2. Bundesliga (46/0 Dynamo Dresden)
- 108 Spiele in der Regionalliga, 9 Tore (56/8 Borussia Fulda, 52/1 Dynamo Dresden)
- 1998 Aufstieg in die Divizia A mit Olimpia Satu Mare
- 2002 Aufstieg in die Regionalliga mit Dynamo Dresden
- 2003 Sachsenpokalsieger
- 2004 Aufstieg in die 2. Bundesliga mit Dynamo Dresden

## Sonstiges
Levente Csik ist der jüngere Bruder von Tiberiu Csik (* 1971), der unter anderem als Fußballspieler bei Steaua Bukarest aktiv war und seit 2008 Olimpia Satu Mare trainiert.